# Mastacembelus pantherinus
Mastacembelus pantherinus är en fiskart som beskrevs av Ralf Britz 2007. Mastacembelus pantherinus ingår i släktet Mastacembelus och familjen Mastacembelidae. IUCN kategoriserar arten globalt som otillräckligt studerad. Inga underarter finns listade i Catalogue of Life.